# Walckenaeria parvicornis
Walckenaeria parvicornis là một loài nhện trong họ Linyphiidae.
Loài này thuộc chi Walckenaeria. Walckenaeria parvicornis được Jörg Wunderlich miêu tả năm 1995.